# Каземат
Каземат или каземат(ира)но помещение (на френски: casemate, от на италиански: casamatta букв. „сляпо (невидимо) укрепление, здание“, от casa „дом, къща“ + matta „луд, побъркан; също и матов, затъмнен“) е военен термин с няколко значения:
- отделно вътрешно помещение в укрепено фортификационно съоръжение (крепост, форт, ДОТ, батарея и т.н.), защитено от вражески артилерийски огън и бомбардировка, служещо за разполагане на гарнизона, складове с боеприпаси, продоволствие и т.н., понякога и на въоръжение;
- защитено помещение на броненосен кораб за разполагане на артилерийски оръдия (остар.);
- килии в крепост за затвор.

## Класификация
Според функционалното си предназначение казематите се делят на охранителни и отбранителни. Първите служат като охранявано помещение за съхраняване на огнестрелно оръжие, барутни складове, снарядни и зарядни погреби, продоволствени магазини и складове, както и за жилищни помещения на гарнизона (отделни казематирани казарми), също и за комуникация (потерни, врати); вторите са предназначени за закрито (защитено) поставяне на оръдия и стрелци с отбранителни цели (оръдейни каземати или стрелкови галерии).

## Броненосно корабостроене
Казематът на бойния кораб от 19 – 20 век е затворено бронирано помещение, предназначено за защитено поставяне на едно или няколко оръдия, който стрелят през оръдейни амбразури.
Исторически казематите се появяват на броненосните кораби като развитие на традиционната оръдейна палуба. С развитието на бронирането става ясно, че големите батареи с няколко десетки сравнително леки оръдия са безполезни срещу броненосците. За да бъде пробита тяхната броня, са необходими най-мощните и тежки оръдия, които (заради техните размери и тегло) могат да бъдат поставени на кораба само в няколко бройки. Съответствено дългата оръдейна палуба, простираща се почти по цялата дължина на корпуса, вече не е необходима. Тя може да се съкрати до сравнително неголямо, защитено от всички страни помещение в центъра на корпуса, като по този начин да се спести и тегло от необходимото брониране.
Първите броненосци с казематирана батарея са създадени по време на Гражданската война в Америка. Първият мореходен броненосец с казематирана батарея е построен 1861 – 1862 г. от северните щати – USS „Ню Айронсайдс“; той имал пълен брониран пояс по водолинията и сравнително къса, закрита от всички страни с броня казематирана батарея в центъра на корпуса. Краищата на корпуса над пояса не са защитени с броня, тъй като не се смятали за жизненоважни за кораба.
По-нататък всички флотове в света преминават към строителство на казематни броненосци и този тип кораби доминирал към 1870-те. Постепенно артилерийският каземат от вписан в обводите на борда (контур на борда) започнал да напуска техните предели и да излиза над тях – за да могат крайните оръдия на каземата да водят преследваща или ретирадна (при отстъпление) стрелба съответно.
През 1880-те с появата на по-ефективните кулни и барбетни оръдейни установки с широк ъгъл на стрелба, а също и с развитието на тежката артилерия (появата на оръдия, които тежат десетки тонове са просто неудобни за казематирано поставяне), тежкото въоръжение на корабите престава да се поставя в каземати. Казематите обаче запазват ролята си на евтино и ефективно средство за защита на спомагателните оръдия – скорострелната и противоминната артилерия. В тази си роля казематите се запазват почти до края на Първата световна война, когато увеличените дистанции на боя и нарасналата потребност от универсална артилерия (можеща да изпълнява ролята, както на противоминна, така и на зенитна) и съответното изискване за механизация на стрелбата довеждат до това, че вече и спомагателните оръдия започват да се поставят в кули.

## Изисквания към казематите
Бойните условия, в които се използват казематите, изискват това, че и най-силните бомби, които употребява противника при обсадата, да не могат да проникнат вътре в крепостта. Преди за изпълнението на тази задача са били достатъчни каземати, направени от кирпич и цимент, които имат стени и таван дебели до 4 фута (1,22 m) и до 10 фута (3,05 m) пръст на тавана. Съвременните най-тежки снаряди на обсадната артилерия, а именно 8 и 9 дюймовите (20,32 и 22,86 cm) бомби (торпеда) (изстреляни от мортирите), съдържащи от 40 до 60 Фунта (16,38 – 24,57 kg) пироксилин или мелинит, пробиват такива каземати до долу. За да се неуязвими казематите и при съвременните средства за поражение, материал за тяхното строителство следва да бъде бетонът. Изискванията за здравина и устойчивост към тях определят и тяхното устройство. Покритието на каземата може да бъде сводно или плоско и в този, и в другия случай бетона следва да се постави като плътен слой, без каквито и да било междинни слоеве от какъвто и да било друг материал.
Дебелината на покрива зависи най-вече от това може ли да се постави отгоре на покрива слой пръст; за безопасен слой земя против бомби (торпеда) се смята 18 фута (5,50 m), а против две попадения на едно и също място – 24 фута (7,32 m). При такъв мощен слой земя сводът може да бъде 4 фт. (1,22 m); при 18 фт. – от 6,5 – 7 фт. (1,98 – 2,14 m); при 12 фт. (3,66 m) – от 8 – 10 фт.(2,44 – 3,08 m). Това е максималната дебелина на свода: за най-голяма пробивност на бомбите се смята 12 фт. При по-малък слой земя, макар и бомбите да достигат слоя бетон и да се взривяват на него, над тях няма да има голяма маса и заради това действието им ще се намалява. Слой от 4 фт. не играе никаква роля и само намалява летенето на осколките. При такъв слой земя или съвсем без него бетонният свод може да има от 6 до 8 фт. (от 1,83 до 2,44 m) дебелина. Тези или другите цифри в указаните предели зависят от важността и значението на постройката, а също и от величината на целта и величината на летеж на снаряда. Формата на тавана за предпочитане е да бъде полуциркулярна. Дебелината на междинните опорни стени (които могат да бъдат и тухлени) зависи от величината на пространството на каземата и се колебае от 4 до 6 фт.; крайните опорни стени се правят не по-малки от 6 фт. Що се отнася до лицевите стени, то те никога не следва да бъдат поставяни под обстрел; и тогава могат да бъдат направени 4 фт., а в противен случай (даже и от коси попадения) се правят 7 фт. (2,14 m). Тилните стени се правят като крайните опорни; при тях е полезно също да има насип отгоре. Вътрешните прегради следва да са 3 фт. (0,92 m) дебели. Фундаментът следва да е или не по-малко от 12 фт. дълбок или обикновено дълбок, но подсилен с хоризонтално разположени бетонни основи, дебели 3 – 4 фт. Вратите, прозорците и всички отвори следва да са покрити с херметични бронирани железни капаци, за да не се допуска проникването навътре на отровните газове вследствие на взривовете на бомбите, които могат да убият всички намиращи се вътре в каземата. Още по-добре е тези отвори (особено входните) да се подсигурят от непосредствения удар на газовете със специални заслони и проходни подстъпи. Плоските покрития са употребявани по-рядко и представляват редици железни греди (бимс), понякога двуредови (горния ред – накръст), покрити със съответния слой бетон (4 – 6 фт. (1,22 – 1,83 м) дебелина). Казематите дават пълно осигуряване на най-важните за отбраната точки, започват да играят главната роля едва в началото на XX век, тъй като преди това атакуващият няма средства за успешно балистично поразяване. Въпреки това казематите са използвани още от дълбока древност, например казематните постройки на Картаген (за 300 слона, 4 хил. коня и 24 хил. души.) Понастоящем наличието на безопасни от бомби каземати в дълговременните укрепления се явява условие за самото им съществуване; без такива каземати дълговременното укрепление губи своя смисъл и значение.
- Каземата „Кулата на св. Лукиан“, Малта
- Каземат с 5 дюймово (127 mm) оръдие на линейния кораб USS North Dakota (BB-29)
- Оръдеен каземат на Линията Мажино
- Барутните погреби на форта „Великий Княз Константин“
- Стрелкова галерея (вид отвътре), Кейтон Бей, Англия
- Артилерийски каземат на линейния кораб USS Texas (BB-35)